# Hans Rudolf Herren
Hans Rudolf Herren (* 30. listopadu 1947, Mühleberg, kanton Bern) je švýcarský agronom a entomolog, specialista na biologický boj se škůdci.
Na Spolkové vysoké technické škole v Curychu získal doktorát ze zemědělské vědy a pak studoval na Kalifornské univerzitě v Berkeley. V roce 1979 nastoupil do Mezinárodního ústavu pro tropické zemědělství v Ibadanu. Vyvinul zde metodu, jak zastavit šíření červce druhu Phenacoccus manihoti, který  byl do Afriky zavlečen z Jižní Ameriky a napadal maniok jedlý. Aplikoval proti němu parazitickou vosu Anagyrus lopezi, která je v domovině jeho přirozeným nepřítelem. Podařilo se mu tak zvýšit výnosy manioku a zachránit před smrtí hladem přibližně dvacet milionů lidí. Pak se stal generálním ředitelem Mezinárodního centra pro fyziologii hmyzu v Nairobi. 
V roce 1998 Herren založil nadaci Biovision, propagující biologickou ochranu plodin místo nadužívání pesticidů. Odmítá geneticky modifikované organismy a byl členem mezinárodního tribunálu posuzující činnost společnosti Monsanto z hlediska udržitelnosti. Podílel se na vypracování Zprávy o světovém zemědělství pro Organizaci spojených národů a působil v Millennium Institute. Je členem Národní akademie věd Spojených států amerických, Římského klubu a Světové rady budoucnosti. Získal v roce 1995 Světovou potravinovou cenu, v roce 2002 Brandenbergerovu cenu, v roce 2003 Tylerovu cenu, v roce 2013 Cenu za správný život a v roce 2014 ocenění SwissAward.